# Natsionalna Elektricheska Kompania
Natsionalna Elektricheska Kompania EAD (NEK) (bulgarsk: Национална електрическа компания ЕАД) er et bulgarsk elselskab, der ejes af det statslige Bulgarian Energy Holding. De har hovedkvarter i Sofia. De producerer og sælger elektricitet.